# Ontbinding van de unie tussen Noorwegen en Zweden in 1905

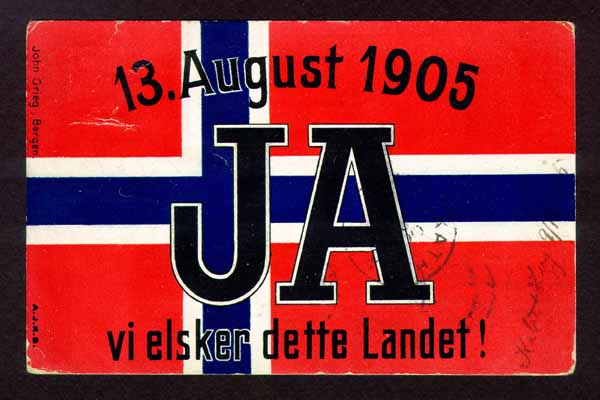
Een ansichtkaart uit de tijd rondom het Noorse referendum. Er staat Ja, vi elsker Dette landet, hetgeen Noors is voor Ja, wij houden van dit land. Het is de titel van het volkslied van Noorwegen.

Het parlement van Noorwegen brak de personele unie met Zweden onder het huis Bernadotte op 7 juni 1905. Na enkele maanden van spanning en angst voor oorlog tussen de twee nabuurvolken, leidden de onderhandelingen tussen de twee regeringen tot de erkenning van Noorwegen door Zweden op 26 oktober 1905 als een onafhankelijke constitutionele monarchie. Op die datum deed koning Oscar II van Zweden afstand van zijn aanspraak op de Noorse troon. Daarmee werd de Unie tussen Zweden en Noorwegen effectief ontbonden. Deze gebeurtenis werd al snel gevolgd door de troonsbestijging van de Noorse troon op 18 november van hetzelfde jaar door prins Karel van Denemarken. Hij nam de naam Haakon VII aan.